# Jean-Baptiste-Charles Legendre de Luçay
Jean-Baptiste-Charles Legendre de Luçay, né le 4 janvier 1754 à Paris où il est mort le 1er novembre 1836, est un administrateur français de la fin de l'Ancien Régime, du Consulat et du Premier Empire.

## Biographie
Issu d'une famille noble de la finance parisienne, petit-fils d'Étienne-Michel Bouret, il succède à son père, Philippe Charles Le Gendre de Villemorien (1717-1789), dans sa charge de fermier général du bail Mager. Le 3 juillet 1766, celui-ci acquiert le domaine de Valencay et achète également celui de Luçay-le-Mâle — nom qu'il ajoute à son patronyme — qui constituait une sorte d'annexe de la seigneurie de Valençay. Le domaine compte alors douze mille hectares répartis sur vingt-trois communes.
Jean-Baptiste-Charles Legendre de Luçay échappe de peu à la guillotine en se cachant trois jours et trois nuits dans la forêt de Garsenland. Arrêté, il est acquitté grâce à son épouse en qualité « d'entrepreneur de travaux utiles à la République ». Il disposait d'une solide fortune.
Sous le Directoire, il devient administrateur de l'Indre. Présenté à Bonaparte par le troisième Consul Charles-François Lebrun, il est nommé préfet du Cher le 11 ventôse an VIII. 
Le 11 brumaire an X, il devient préfet du Palais puis, le 8 juillet 1804, premier préfet du Palais dans la nouvelle organisation de la Maison de l'Empereur. Le 7 mai 1803, Luçay, à court d'argent, vend le domaine de Valençay pour l'énorme somme de 1,6 million de francs à Charles-Maurice de Talleyrand-Périgord, alors ministre des Relations extérieures du Consulat.
Titulaire jusqu'à la fin de l'Empire de ce poste, le rendant responsable des services « de la bouche, de l'éclairage, du chauffage, de la lingerie, de l'argenterie et de la livrée » sous les ordres du grand maréchal du Palais, sa mauvaise santé l'empêche de suivre l'Empereur dans ses déplacements et de s'occuper activement de l'organisation du Palais. De par sa charge, il s'occupe aussi des théâtres et de l'Opéra.
Il épouse Jeanne Charlotte de Luçay, fille d'un fermier général et nièce de Denis Pierre Jean Papillon de La Ferté. Leur fils, Napoléon Legendre de Luçay, est préfet de la Mayenne et leur fille épouse le comte Philippe-Paul de Ségur. 

## Distinctions
Chevalier de la Légion d'honneur depuis le 14 juin 1804, Jean-Baptiste Legendre de Luçay est fait comte de l'Empire le 14 février 1810.